# Princípio da energia livre
O princípio da energia livre é uma declaração formal que explica como os sistemas vivos e não vivos permanecem em estados estacionários de não equilíbrio, restringindo-se a um número limitado de estados. Estabelece que os sistemas minimizam uma função de energia livre de seus estados internos (não deve ser confundida com energia livre termodinâmica), o que implica crenças sobre estados ocultos em seu ambiente. A minimização implícita da energia livre está formalmente relacionada aos métodos variacionais Bayesianos e foi originalmente introduzida por Karl Friston como uma explicação para a percepção incorporada na neurociência,  onde também é conhecida como inferência ativa.
O princípio da energia livre explica a existência de um determinado sistema modelando-o através de um Envoltório de Markov que tenta minimizar a diferença entre seu modelo de mundo e seu sentido e percepção associados. Essa diferença pode ser descrita como "surpresa" e é minimizada pela correção contínua do modelo de mundo do sistema. Como tal, o princípio é baseado na ideia bayesiana do cérebro como um “motor de inferência”. Friston adicionou um segundo caminho para a minimização: a ação. Ao mudar ativamente o mundo para o estado esperado, os sistemas também podem minimizar a energia livre do sistema. Friston assume que este é o princípio de toda reação biológica.  Friston também acredita que seu princípio se aplica tanto aos transtornos mentais quanto à inteligência artificial. Implementações de IA baseadas no princípio de inferência ativa mostraram vantagens sobre outros métodos. 
O princípio da energia livre tem sido criticado por ser muito difícil de entender, mesmo para especialistas,  e a consistência matemática da teoria tem sido questionada por estudos recentes.   As discussões do princípio também foram criticadas por invocar suposições metafísicas muito distantes de uma previsão científica testável, tornando o princípio infalsificável.  Em uma entrevista de 2018, Friston reconheceu que o princípio da energia livre não é adequadamente falsificável: "o princípio da energia livre é o que é - um princípio. Como o princípio de ação estacionária de Hamilton, não pode ser falsificado. Não pode ser refutado. Na verdade, não há muito o que fazer com ele, a menos que você pergunte se os sistemas mensuráveis estão de acordo com o princípio." 

## História
A noção de que sistemas biológicos auto-organizados – como uma célula ou cérebro – podem ser entendidos como minimizando a energia livre variacional é baseada no trabalho de Helmholtz sobre inferência inconsciente  e tratamentos subsequentes em psicologia  e aprendizado de máquina.  A energia livre variacional é uma função de observações e uma densidade de probabilidade sobre suas causas ocultas. Essa densidade variacional é definida em relação a um modelo probabilístico que gera observações previstas a partir de causas hipotéticas. Nesse cenário, a energia livre fornece uma aproximação à evidência do modelo Bayesiano.  Portanto, sua minimização pode ser vista como um processo de inferência bayesiana. Quando um sistema faz observações ativamente para minimizar a energia livre, ele implicitamente realiza inferência ativa e maximiza a evidência para seu modelo do mundo.

### Relação com outras teorias
A inferência ativa está intimamente relacionada ao bom teorema do regulador  e teorias relacionadas de auto-organização,   como auto-montagem, formação de padrões, autopoiese  e practopoiese.  Aborda os temas considerados em cibernética, sinergética  e cognição incorporada. Como a energia livre pode ser expressa como a energia esperada de observações sob a densidade variacional menos sua entropia, ela também está relacionada ao princípio da entropia máxima.  Finalmente, como a média temporal da energia é ação, o princípio da mínima energia livre variacional é um princípio da mínima ação.

## Definição
Definição (formulação contínua): A inferência ativa depende da sequência {\displaystyle (\Omega ,\Psi ,S,A,R,q,p)}
- Um espaço amostral {\displaystyle \Omega } – a partir do qual flutuações aleatórias Falhou a verificação gramatical (SVG (MathML pode ser ativado através de uma extensão do ''browser''): Resposta inválida ("Math extension cannot connect to Restbase.") do servidor "http://localhost:6011/pt.wikipedia.org/v1/":): {\displaystyle \omega \in \Omega}
 são tomadas
- Estados ocultos ou externos {\displaystyle \Psi :\Psi \times A\times \Omega \to \mathbb {R} } – que causam estados sensoriais e dependem da ação
- Estados sensoriais {\displaystyle S:\Psi \times A\times \Omega \to \mathbb {R} } – um mapeamento probabilístico de ação e estados ocultos
- Ação {\displaystyle A:S\times R\to \mathbb {R} } – que depende de estados sensoriais e internos
- Estados internos {\displaystyle R:R\times S\to \mathbb {R} } – que causam ação e dependem de estados sensoriais
- Densidade generativa {\displaystyle p(s,\psi \mid m)} – sobre estados sensoriais e ocultos sob um modelo generativo {\displaystyle m}
- Densidade variacional {\displaystyle q(\psi \mid \mu )} – sobre estados ocultos {\displaystyle \psi \in \Psi } que é parametrizado por estados internos {\displaystyle \mu \in R}

### Ação e percepção
O objetivo é maximizar a evidência do modelo {\displaystyle p(s\mid m)} ou minimizar a surpresa {\displaystyle -\log p(s\mid m)}.  No entanto, isso significa que os estados internos também devem minimizar a energia livre, porque a energia livre é uma função dos estados sensoriais e internos:
{\displaystyle a(t)={\underset {a}{\operatorname {arg\,min} }}\{F(s(t),\mu (t))\}}
{\displaystyle \mu (t)={\underset {\mu }{\operatorname {arg\,min} }}\{F(s(t),\mu ))\}}
{\displaystyle {\underset {\mathrm {free-energy} }{\underbrace {F(s,\mu )} }}={\underset {\mathrm {energy} }{\underbrace {E_{q}[-\log p(s,\psi \mid m)]} }}-{\underset {\mathrm {entropy} }{\underbrace {H[q(\psi \mid \mu )]} }}={\underset {\mathrm {surprise} }{\underbrace {-\log p(s\mid m)} }}+{\underset {\mathrm {divergence} }{\underbrace {D_{\mathrm {KL} }[q(\psi \mid \mu )\parallel p(\psi \mid s,m)]} }}\geq {\underset {\mathrm {surprise} }{\underbrace {-\log p(s\mid m)} }}}

## Minimização de energia livre

### Minimização de energia livre e teoria da informação
A minimização da energia livre equivale a maximizar a informação mútua entre os estados sensoriais e os estados internos que parametrizam a densidade variacional (para uma densidade variacional de entropia fixa).   Isso relaciona a minimização de energia livre ao princípio de redundância mínima  e tratamentos relacionados usando a teoria da informação para descrever o comportamento ideal.  

## Minimização de energia livre na neurociência
A minimização de energia livre fornece uma maneira útil de formular modelos normativos (óptimos de Bayes) de inferência neuronal e aprendizado sob incerteza  e, portanto, ela concorda com a hipótese do cérebro Bayesiano.  Os processos neuronais descritos pela minimização da energia livre dependem da natureza dos estados ocultos: {\displaystyle \Psi =X\times \Theta \times \Pi }, que podem incluir variáveis dependentes do tempo, parâmetros invariantes no tempo e a precisão (variância inversa ou temperatura) de flutuações aleatórias. Variáveis de minimização, parâmetros e precisão correspondem à inferência, aprendizado e codificação da incerteza, respectivamente.

### Inferência perceptiva e categorização
A minimização da energia livre formaliza a noção de inferência inconsciente na percepção   e fornece uma teoria normativa Bayesiana do processamento neuronal (onde ~ denota uma variável em coordenadas generalizadas de movimento e {\displaystyle D} é um operador de matriz derivada): 
{\displaystyle {\dot {\tilde {\mu }}}=D{\tilde {\mu }}-\partial _{\mu }F(s,\mu ){\Big |}_{\mu ={\tilde {\mu }}}}